# Laminated Strand Lumber
Pour les articles homonymes, voir LSL.
Le bois de longs copeaux lamellés, de l’anglais Laminated Strand Lumber (LSL) est un matériau obtenu par collage de placages de bois disposés à fils parallèles, encollés et pressés en continu.
Le LSL appartient à la famille de bois d'ingénierie appelée bois composite structurel. D'autres membres de cette famille sont le LVL et le PSL. Tous les membres de cette famille ont une grande résistance mécanique et sont interchangeables pour certaines applications.

## Propriétés
L’épaisseur maximale de chaque placage est de 3 mm. La longueur moyenne est d’au moins 150 fois l’épaisseur. 
Le LSL a une résistance mécanique élevée. 

## Application
Le LSL est utilisé sous forme de panneaux pour, par exemple, les panneaux autoporteurs à plat.

## Produits commerciaux
Le LSL est vendu, entre autres, sous les noms commerciaux « TimberStrand LSL » de Weyerhaeuser et « LP SolidStart LSL » de Louisiana-Pacific. 